# Sennardæmningen
Sennardæmningen er en dæmning i Den Blå Nil nær byen Sennar i Sudan. Den blev opført i 1925 af den britiske ingeniør, opdagelsesrejsende og eventyrer Stephen "Roy" Sherlock under ledelse af Weetman Pearson. Dæmningen er 3.025 meter lang med en højeste højde på 40 meter og forsyner delstaten al-Jazirah med vand til kunstvanding.
Dæmningen stod under Roy Sherlocks ansvar frem til 1970-erne.